# Otto e mezzo (ventiquattresima edizione)
La ventiquattresima edizione del programma televisivo Otto e mezzo, composta da 198 puntate, è stata trasmessa sul canale televisivo LA7 dal 10 settembre 2024 al 27 giugno 2025.
L'edizione è condotta da Lilli Gruber e diretta da Luciano Fontana. Ogni puntata include Il Punto di Paolo Pagliaro.
Le puntate dalla 85 alla 88 sono eccezionalmente condotte da Giovanni Floris.
| nº  | Titolo                                              | Ospiti                                                                                      | Prima TV          |
| --- | --------------------------------------------------- | ------------------------------------------------------------------------------------------- | ----------------- |
| 1   | Meloni tra fantasmi e dura realtà                   | Pier Luigi Bersani, Lina Palmerini, Marco Travaglio                                         | 10 settembre 2024 |
| 2   | Meloni, il governo e le relazioni pericolose        | Mariolina Sattanino, Corrado Formigli, Massimo Giannini, Italo Bocchino                     | 11 settembre 2024 |
| 3   | La destra e la cultura dell'amichettismo            | Massimo Cacciari, Evelina Christillin, Emiliano Fittipaldi, Diego Bianchi                   | 12 settembre 2024 |
| 4   | Politica, sesso, potere: l'eterno ritorno           | Francesca Pascale, Massimo Gramellini, Mario Sechi, Andrea Scanzi                           | 13 settembre 2024 |
| 5   | Salvini e Meloni, processo ai magistrati            | Giuseppe Santalucia, Brunella Bolloli, Franco Bernabè, Giovanni Floris, Pino Corrias        | 16 settembre 2024 |
| 6   | Cercapersone come bombe, Medio Oriente in fiamme    | Paola Caridi, Lucio Caracciolo, Marco Travaglio, Beppe Severgnini                           | 17 settembre 2024 |
| 7   | Europa, Draghi, Confindustria: la tela di Meloni    | Chiara Francini, Luca Josi, Italo Bocchino, Andrea Scanzi                                   | 18 settembre 2024 |
| 8   | Fuga da Calenda: il progetto è fallito?             | Carlo Calenda, Monica Guerzoni, Emiliano Fittipaldi, Mario Sechi                            | 19 settembre 2024 |
| 9   | Prodi e l'Italia al tempo di Meloni                 | Romano Prodi, Lina Palmerini, Massimo Giannini                                              | 20 settembre 2024 |
| 10  | Meloni fra ONU, guerre ed Elon Musk                 | Brunella Bolloli, Andrea Scanzi, Paolo Mieli, Lucio Caracciolo                              | 23 settembre 2024 |
| 11  | New York: Meloni tra guerra e nazionalismo          | Michela Ponzani, Italo Bocchino, Marco Travaglio                                            | 24 settembre 2024 |
| 12  | Due anni di Meloni: l'Italia è cambiata?            | Lina Palmerini, Mario Sechi, Emma Ruzzon, Tomaso Montanari                                  | 25 settembre 2024 |
| 13  | Opposizione spaccata, Meloni pigliatutto            | Annalisa Terranova, Roberto Zaccaria, Massimo Giannini, Giuliano Guida Bardi                | 26 settembre 2024 |
| 14  | Ordine a destra, disordine a sinistra               | Mariolina Sattanino, Antonio Padellaro, Carlotta Vagnoli, Italo Bocchino                    | 27 settembre 2024 |
| 15  | Israele, parte l'invasione di terra in Libano       | Ángela Rodicio, Silvia Sciorilli Borrelli, Corrado Augias, Lucio Caracciolo                 | 30 settembre 2024 |
| 16  | Medio Oriente: è guerra totale?                     | Franco Bernabè, Lucio Caracciolo, Marco Travaglio                                           | 1º ottobre 2024   |
| 17  | Israele: in guerra contro l'asse del male           | Brunella Bolloli, Massimo Cacciari, Beppe Severgnini, Emiliano Fittipaldi                   | 2 ottobre 2024    |
| 18  | Accise e sacrifici, l'altra faccia di Meloni        | Lina Palmerini, Pino Corrias, Mario Sechi, Andrea Scanzi                                    | 3 ottobre 2024    |
| 19  | Meloni, fare la storia o riscriverla?               | Michela Ponzani, Massimo Giannini, Lucio Caracciolo, Italo Bocchino                         | 4 ottobre 2024    |
| 20  | 7 ottobre: dopo un anno sempre più guerra           | Anna Foa, Beppe Severgnini, Lucio Caracciolo, Zeina Antonios, Marco Travaglio               | 7 ottobre 2024    |
| 21  | Meloni fra spallate fallite e "infamie"             | Pier Luigi Bersani, Camilla Conti, Tomaso Montanari, Monica Guerzoni                        | 8 ottobre 2024    |
| 22  | Giorgia Meloni, chi mente sulle tasse?              | Nadia Urbinati, Andrea Scanzi, Aldo Cazzullo, Mario Sechi                                   | 9 ottobre 2024    |
| 23  | Israele spara contro ONU e postazioni italiane      | Franco Bernabè, Lucio Caracciolo, Marco Travaglio, Andrea Tenenti                           | 10 ottobre 2024   |
| 24  | La politica fra ipocrisia e risentimento            | Serena Bortone, Massimo Giannini, Luca Josi, Giordano Bruno Guerri                          | 11 ottobre 2024   |
| 25  | Meloni fra Medio Oriente, tasse e 16 migranti       | Mariolina Sattanino, Lucio Caracciolo, Italo Bocchino, Andrea Scanzi                        | 14 ottobre 2024   |
| 26  | Meloni: chi paga la manovra economica?              | Brunella Bolloli, Giovanni di Lorenzo, Paolo Mieli, Massimo Giannini                        | 15 ottobre 2024   |
| 27  | La verità, vi prego, sulla manovra                  | Camilla Conti, Tomaso Montanari, Aldo Cazzullo, Sebastiano Barisoni, Nino Cartabellotta     | 16 ottobre 2024   |
| 28  | L'Europa al traino di Giorgia Meloni                | Radosław Sikorski, Rosi Braidotti, Beppe Severgnini, Marco Travaglio                        | 17 ottobre 2024   |
| 29  | Meloni e la destra: assalto ai magistrati           | Michela Ponzani, Vinicio Capossela, Mario Sechi, Emiliano Fittipaldi, Giuseppe Santalucia   | 18 ottobre 2024   |
| 30  | Migranti e magistrati, Meloni al contrattacco       | Annalisa Cuzzocrea, Sigfrido Ranucci, Alessandra Algostino, Italo Bocchino                  | 21 ottobre 2024   |
| 31  | Due anni di Meloni, chi ride e chi piange           | Monica Guerzoni, Massimo Cacciari, Marco Travaglio                                          | 22 ottobre 2024   |
| 32  | Governo Meloni fra chat, veleni e dimissioni        | Silvia Sciorilli Borrelli, Aldo Cazzullo, Saverio Lodato, Mario Sechi                       | 23 ottobre 2024   |
| 33  | Giuli-Spano, l'omofobia e i fratelli coltelli       | Annalisa Terranova, Jacopo Coghe, Lucio Caracciolo, Massimo Giannini, Andrea Scanzi         | 24 ottobre 2024   |
| 34  | Giorgia Meloni e i "buchi della serratura"          | Francesca Pascale, Lina Palmerini, Luca Josi, Claudio Sabelli Fioretti                      | 25 ottobre 2024   |
| 35  | La politica fra elezioni, spie e dossier            | Cathy La Torre, Franco Bernabè, Massimo Giannini, Italo Bocchino                            | 28 ottobre 2024   |
| 36  | Voto, sinistra e tasse: l'Italia che non c'è        | Lina Palmerini, Mario Sechi, Marco Travaglio                                                | 29 ottobre 2024   |
| 37  | Meloni vince e resta all'attacco                    | Paolo Mieli, Lucio Caracciolo, Brunella Bolloli, Andrea Scanzi                              | 30 ottobre 2024   |
| 38  | Destra e complotti: chi ha spiato Letizia Moratti?  | Letizia Moratti, Tomaso Montanari, Emiliano Fittipaldi, Alessandro De Angelis               | 31 ottobre 2024   |
| 39  | Vasco e la destra: c'è chi dice no                  | Evelina Christillin, Giovanni Floris, Giordano Bruno Guerri, Pino Corrias                   | 1º novembre 2024  |
| 40  | Meloni, Salvini e l'ossessione dei giudici          | Brunella Bolloli, Pier Luigi Bersani, Andrea Scanzi                                         | 4 novembre 2024   |
| 41  | Al voto l'America più divisa di sempre              | Mariolina Sattanino, Marco Travaglio, Tomaso Montanari                                      | 5 novembre 2024   |
| 42  | Trump 2, la vendetta                                | Anne Applebaum, Lucio Caracciolo, Beppe Severgnini, Massimo Giannini, Italo Bocchino        | 6 novembre 2024   |
| 43  | Giorgia Meloni e la febbre Trump                    | Rosi Braidotti, Lucio Caracciolo, Emiliano Fittipaldi, Mario Sechi                          | 7 novembre 2024   |
| 44  | La Trumpizzazione dell'Europa e dell'Italia         | Francesca Pascale, Massimo Cacciari, Luca Josi                                              | 8 novembre 2024   |
| 45  | Sinistra, giudici, sindacati: Meloni contro tutti   | Serena Bortone, Franco Bernabè, Silvia Sciorilli Borrelli, Tomaso Montanari                 | 11 novembre 2024  |
| 46  | Musk, Meloni e Salvini: attacco ai giudici          | Michela Ponzani, Massimo Giannini, Paolo Mieli, Italo Bocchino                              | 12 novembre 2024  |
| 47  | Salvini-Meloni: gara a chi è più trumpiano          | Matteo Salvini, Lina Palmerini, Michele Santoro                                             | 13 novembre 2024  |
| 48  | Governo, passo falso anche sull'autonomia           | Annalisa Cuzzocrea, Beppe Severgnini, Marco Travaglio                                       | 14 novembre 2024  |
| 49  | Bersani e la destra dei radical chic                | Pier Luigi Bersani, Monica Guerzoni, Lucio Caracciolo                                       | 15 novembre 2024  |
| 50  | Gratteri tra mafie e "giudici comunisti"            | Nicola Gratteri, Lina Palmerini, Luca Josi                                                  | 18 novembre 2024  |
| 51  | Giorgia Meloni e le sparate dei suoi ministri       | Cecilia Pellizzari, Massimo Giannini, Italo Bocchino, Marco Travaglio                       | 19 novembre 2024  |
| 52  | Il governo Meloni e le piazze contro                | Ester Pasetti, Mario Sechi, Sebastiano Barisoni, Andrea Scanzi                              | 20 novembre 2024  |
| 53  | Il mondo in fiamme e l'Europa sempre più a destra   | Brunella Bolloli, Giovanni Floris, Lucio Caracciolo, Emiliano Fittipaldi                    | 21 novembre 2024  |
| 54  | La violenza delle armi, la violenza delle parole    | Anna Foa, Tina Gesmundo, Beppe Severgnini, Pino Corrias, Massimiliano Tarantino             | 22 novembre 2024  |
| 55  | La destra, la sinistra e la violenza sulle donne    | Annalisa Cuzzocrea, Annalisa Terranova, Gianrico Carofiglio, Tomaso Montanari               | 25 novembre 2024  |
| 56  | Grillo-Conte, lo scontro finale                     | Monica Guerzoni, Pier Luigi Bersani, Marco Travaglio                                        | 26 novembre 2024  |
| 57  | Meloni-Salvini-Tajani: la destra si spacca          | Mariolina Sattanino, Roberto D'Agostino, Luca Josi                                          | 27 novembre 2024  |
| 58  | "Datti una calmata, paraculetto"                    | Lina Palmerini, Massimo Giannini, Mario Sechi, Andrea Scanzi                                | 28 novembre 2024  |
| 59  | Meloni: alleati nervosi e lavoratori in piazza      | Evelina Christillin, Sigfrido Ranucci, Lucio Caracciolo, Italo Bocchino                     | 29 novembre 2024  |
| 60  | La destra, i poteri forti e l'ipocrisia             | Brunella Bolloli, Massimo Cacciari, Emiliano Fittipaldi, Giuliano Guida Bardi               | 2 dicembre 2024   |
| 61  | Beppe Grillo fa il funerale ai 5 Stelle             | Silvia Sciorilli Borrelli, Massimo Giannini, Luca Josi, Italo Bocchino                      | 3 dicembre 2024   |
| 62  | Macron in crisi, Meloni è più forte?                | Rosi Braidotti, Lina Palmerini, Pino Corrias, Mario Sechi                                   | 4 dicembre 2024   |
| 63  | Macron: "Destra e sinistra vogliono il caos"        | Mariolina Sattanino, Mario Monti, Marco Travaglio                                           | 5 dicembre 2024   |
| 64  | L'Italia "galleggia" e Meloni si celebra            | Cathy La Torre, Lucio Caracciolo, Luca Telese, Giordano Bruno Guerri                        | 6 dicembre 2024   |
| 65  | Siria tra pace, guerra e incognite                  | Silvia Sciorilli Borrelli, Andrea Nicastro, Marco Travaglio, Lucio Caracciolo, Mario Sechi  | 9 dicembre 2024   |
| 66  | La nuova Siria, Netanyahu e i rischi per noi        | Brunella Bolloli, Massimo Giannini, Lucio Caracciolo, Stefano Massini                       | 10 dicembre 2024  |
| 67  | Giorgia Meloni, "l'uomo più potente d'Europa"       | Annalisa Terranova, Ezio Mauro, Andrea Scanzi                                               | 11 dicembre 2024  |
| 68  | Giudici, sindacati e gufi: nemici vecchi e nuovi    | Camilla Conti, Beppe Severgnini, Massimiliano Valerii, Alessandro De Angelis                | 12 dicembre 2024  |
| 69  | "Combattere l'evasione sembra una colpa"            | Lina Palmerini, Antonio Padellaro, Italo Bocchino, Francesco Stati                          | 13 dicembre 2024  |
| 70  | Meloni a caccia di nemici: parla Saviano            | Monica Guerzoni, Roberto Saviano, Massimo Giannini, Mario Sechi                             | 16 dicembre 2024  |
| 71  | Giorgia Meloni fra stipendi e macumbe               | Francesca De Benedetti, Italo Bocchino, Giovanni di Lorenzo, Marco Travaglio                | 17 dicembre 2024  |
| 72  | Giorgia Meloni, the show must go on                 | Silvia Sciorilli Borrelli, Pier Luigi Bersani, Franco Bernabè                               | 18 dicembre 2024  |
| 73  | Salvini: meglio condannato o assolto?               | Mariolina Sattanino, Luca Josi, Lucio Caracciolo, Tomaso Montanari                          | 19 dicembre 2024  |
| 74  | Open Arms, Salvini assolto                          | Mario Delpini, Lina Palmerini, Andrea Scanzi, Stefano Zurlo                                 | 20 dicembre 2024  |
| 75  | La destra italiana fra Musk e saluti romani         | Michela Ponzani, Lucio Caracciolo, Mario Sechi, Marco Travaglio                             | 7 gennaio 2025    |
| 76  | Meloni, Trump e caso Sala: parla Prodi              | Romano Prodi, Lina Palmerini, Massimo Giannini                                              | 8 gennaio 2025    |
| 77  | Meloni, asse di ferro con Trump e Musk              | Pier Luigi Bersani, Monica Guerzoni, Italo Bocchino                                         | 9 gennaio 2025    |
| 78  | Il pregiudicato Trump e i segreti di Musk           | Rosi Braidotti, Franco Bernabè, Lucio Caracciolo, Massimo Gramellini                        | 10 gennaio 2025   |
| 79  | Tensioni di piazza e tensioni di palazzo            | Massimo Cacciari, Andrea Scanzi, Lina Palmerini, Italo Bocchino                             | 13 gennaio 2025   |
| 80  | Dalla Lega un siluro a Giorgia Meloni               | Brunella Bolloli, Marco Travaglio, Lucio Caracciolo, Massimo Giannini                       | 14 gennaio 2025   |
| 81  | Tregua a Gaza, merito di Biden o Trump?             | Anna Foa, Lucio Caracciolo, Pino Corrias, Mario Sechi                                       | 15 gennaio 2025   |
| 82  | Giorgia Meloni e il problema Salvini                | Annalisa Cuzzocrea, Emiliano Fittipaldi, Giordano Bruno Guerri, Beppe Severgnini            | 16 gennaio 2025   |
| 83  | La grana Santanchè e i cantieri della sinistra      | Evelina Christillin, Vincenzo Spadafora, Luca Josi, Tomaso Montanari                        | 17 gennaio 2025   |
| 84  | Trump e "l'età dell'oro" della destra               | Marco Travaglio, Lucio Caracciolo, Massimo Giannini, Mariolina Sattanino                    | 20 gennaio 2025   |
| 85  | Trump, Meloni e la destra di Dio                    | Corrado Augias, Michela Ponzani, Italo Bocchino                                             | 21 gennaio 2025   |
| 86  | Santanchè e Almasri: gli imbarazzi di Meloni        | Michele Santoro, Aldo Cazzullo, Annalisa Cuzzocrea                                          | 22 gennaio 2025   |
| 87  | La Libia, Santanchè e il silenzio di Meloni         | Lucia Annunziata, Mario Sechi, Andrea Scanzi, Massimo Giannini                              | 23 gennaio 2025   |
| 88  | La destra di Trump e Meloni: l'era dell'inciviltà?  | Antonio Padellaro, Paolo Mieli, Alessandro De Angelis, Paola Arosio                         | 24 gennaio 2025   |
| 89  | Assalto alla magistratura: parla Gratteri           | Nicola Gratteri, Beppe Severgnini, Tomaso Montanari                                         | 27 gennaio 2025   |
| 90  | Meloni indagata, guerra aperta ai magistrati        | Pier Luigi Bersani, Lina Palmerini, Massimo Giannini, Stefano Zurlo                         | 28 gennaio 2025   |
| 91  | Meloni, le toghe e la nebbia della propaganda       | Rossella Marro, Marco Travaglio, Italo Bocchino                                             | 29 gennaio 2025   |
| 92  | Giustizia, Meloni va alla guerra totale             | Francesca De Benedetti, Lucio Caracciolo, Mario Sechi, Andrea Scanzi                        | 30 gennaio 2025   |
| 93  | Meloni, la giustizia e la macchina del fango        | Fiorenza Sarzanini, Franco Bernabè, Luca Josi, Pino Corrias                                 | 31 gennaio 2025   |
| 94  | La guerra dei dazi e la politica dei bulli          | Massimo Cacciari, Cathy La Torre, Lucio Caracciolo, Emiliano Fittipaldi, Italo Bocchino     | 3 febbraio 2025   |
| 95  | Almasri: il governo parla, Meloni no                | Mario Monti, Alessandro Masala, Annalisa Cuzzocrea, Paolo Mieli                             | 4 febbraio 2025   |
| 96  | Almasri, il governo: tutta colpa dei giudici        | Brunella Bolloli, Beppe Severgnini, Marco Travaglio                                         | 5 febbraio 2025   |
| 97  | Segreti e veleni: la chat di Fratelli d'Italia      | Monica Guerzoni, Giacomo Salvini, Mario Sechi, Andrea Scanzi, Lucio Caracciolo              | 6 febbraio 2025   |
| 98  | Giorgia Meloni e il silenzio del potere             | Lina Palmerini, Annalisa Terranova, Massimo Giannini, Luigi Scordamaglia                    | 7 febbraio 2025   |
| 99  | Beppe Sala e la destra dei bulli                    | Beppe Sala, Emiliano Fittipaldi, Brunella Bolloli, Tomaso Montanari                         | 10 febbraio 2025  |
| 100 | Meloni, Salvini e l'Italia vassalla di Trump?       | Nadia Urbinati, Massimo Giannini, Italo Bocchino                                            | 11 febbraio 2025  |
| 101 | Trump-Putin: la legge degli autocrati               | Mariolina Sattanino, Lirio Abbate, Marco Travaglio                                          | 12 febbraio 2025  |
| 102 | A chi conviene essere amici di Trump?               | Evelina Christillin, Lucio Caracciolo, Giuliano Guida Bardi, Andrea Scanzi                  | 13 febbraio 2025  |
| 103 | Stiglitz e i tecno-fascisti al potere               | Joseph Stiglitz, Lina Palmerini, Mario Sechi                                                | 14 febbraio 2025  |
| 104 | Trump-Putin, l'Europa reagisce                      | Mariolina Sattanino, Annalisa Terranova, Ezio Mauro, Lucio Caracciolo                       | 17 febbraio 2025  |
| 105 | Trump-Putin, il negoziato dei bulli                 | Franco Bernabè, Marco Travaglio, Giovanni di Lorenzo                                        | 18 febbraio 2025  |
| 106 | Gli insulti di Trump, i silenzi di Meloni           | Rosi Braidotti, Francesco Cancellato, Massimo Giannini, Italo Bocchino                      | 19 febbraio 2025  |
| 107 | 8 mesi a Delmastro, ma Meloni condanna i giudici    | Lina Palmerini, Gianrico Carofiglio, Mario Sechi, Andrea Scanzi                             | 20 febbraio 2025  |
| 108 | Nazifascisti a Washington, e altrove?               | Annalisa Terranova, Elisa Fuksas, Lucio Caracciolo, Tomaso Montanari                        | 21 febbraio 2025  |
| 109 | Giorgia Meloni fra Trump e la nuova Germania        | Annalisa Cuzzocrea, Sylvie Goulard, Massimo Cacciari, Giovanni di Lorenzo                   | 24 febbraio 2025  |
| 110 | La difesa di Santanchè tra tacchi e Twiga           | Pier Luigi Bersani, Massimo Giannini, Brunella Bolloli                                      | 25 febbraio 2025  |
| 111 | Trump bullo, fra resort a Gaza e dazi all'Europa    | Jasmine Trinca, Emiliano Fittipaldi, Tomaso Montanari, Mario Sechi                          | 26 febbraio 2025  |
| 112 | Trump, l'Europa reagisce e Meloni tace              | Letizia Moratti, Luca Josi, Marco Travaglio                                                 | 27 febbraio 2025  |
| 113 | Trump aggredisce e minaccia Zelensky                | Silvia Sciorilli Borrelli, Lucio Caracciolo, Beppe Severgnini, Pino Corrias, Italo Bocchino | 28 febbraio 2025  |
| 114 | Trump bullizza ancora Zelensky                      | Mariolina Sattanino, Lucio Caracciolo, Mario Sechi, Marco Travaglio, Luca Josi              | 3 marzo 2025      |
| 115 | I ricatti di Trump e gli alleati in ginocchio       | Oleksandra Matvijčuk, Gad Lerner, Annalisa Terranova, Paolo Mieli                           | 4 marzo 2025      |
| 116 | I pacifisti fra Trump e il riarmo europeo           | Barbara Serra, Michele Santoro, Massimo Giannini                                            | 5 marzo 2025      |
| 117 | L'Europa si riarma, contro Putin?                   | Franco Bernabè, Francesca De Benedetti, Beppe Severgnini, Andrea Scanzi                     | 6 marzo 2025      |
| 118 | Meloni e Salvini, insulti alla cassazione           | Annalisa Terranova, Lucio Caracciolo, Silvia Sciorilli Borrelli, Pino Corrias               | 7 marzo 2025      |
| 119 | Trump, l'Europa in armi e il PD: parla Veltroni     | Walter Veltroni, Lina Palmerini, Andrea Scanzi                                              | 10 marzo 2025     |
| 120 | Kiev, sì alla tregua di Trump: e Putin?             | Mariolina Sattanino, Lucio Caracciolo, Paolo Mieli, Marco Travaglio                         | 11 marzo 2025     |
| 121 | Riarmo, PD spaccato e Schlein in discussione        | Luigi Zanda, Massimo Giannini, Nadia Urbinati, Mychajlo Podoljak                            | 12 marzo 2025     |
| 122 | Della Valle e l'Italia al tempo di Trump            | Diego Della Valle, Annalisa Cuzzocrea                                                       | 13 marzo 2025     |
| 123 | La destra più divisa della sinistra                 | Serena Bortone, Pino Corrias, Luca Josi, Italo Bocchino                                     | 14 marzo 2025     |
| 124 | Gratteri e la giustizia senza scorciatoie           | Nicola Gratteri, Massimo Giannini, Brunella Bolloli                                         | 17 marzo 2025     |
| 125 | Chi si fida della pace di Trump                     | Lucio Caracciolo, Marco Travaglio, Beppe Severgnini                                         | 18 marzo 2025     |
| 126 | Meloni, il manifesto della provocazione             | Rosi Braidotti, Andrea Scanzi, Mario Sechi, Alessandro De Angelis                           | 19 marzo 2025     |
| 127 | Giorgia Meloni, l'europeista confusa                | Matteo Renzi, Lina Palmerini, Italo Bocchino                                                | 20 marzo 2025     |
| 128 | Meloni, Trump e la trappola del nazionalismo        | Silvia Sciorilli Borrelli, Massimo Cacciari, Gad Lerner, Giuliano Guida Bardi               | 21 marzo 2025     |
| 129 | Meloni fra scontri interni e pace trumpiana         | Nathalie Tocci, Marco Travaglio, Massimo Giannini                                           | 24 marzo 2025     |
| 130 | Il metodo Trump e i suoi seguaci italiani           | Roberto Saviano, Annalisa Cuzzocrea, Luca Josi                                              | 25 marzo 2025     |
| 131 | Le destre e il free speech quando conviene          | Serena Dandini, Pier Luigi Bersani, Emiliano Fittipaldi                                     | 26 marzo 2025     |
| 132 | Meloni, una trumpiana a Parigi                      | Carlo Calenda, Francesca De Benedetti, Lucio Caracciolo, Beppe Severgnini                   | 27 marzo 2025     |
| 133 | Giorgia Meloni vassalla di Trump?                   | Pucci Romano, Pino Corrias, Mario Sechi, Luca Telese                                        | 28 marzo 2025     |
| 134 | Le destre estreme e i giudici come nemico           | Fareed Zakaria, Silvia Sciorilli Borrelli, Massimo Giannini                                 | 31 marzo 2025     |
| 135 | Meloni con Le Pen e contro la legge                 | Lina Palmerini, Paolo Mieli, Italo Bocchino, Marco Travaglio                                | 1º aprile 2025    |
| 136 | Trump: la guerra dei dazi e Musk in bilico          | Nadia Urbinati, Massimo Cacciari, Aldo Cazzullo                                             | 2 aprile 2025     |
| 137 | Dazi: Meloni assolve Trump e attacca l'Europa       | Roberto Cingolani, Alessandra Galloni, Silvia Sciorilli Borrelli, Sebastiano Barisoni       | 3 aprile 2025     |
| 138 | Meno male che i dazi non sono una catastrofe        | Mariolina Sattanino, Roberto Saviano, Tomaso Montanari                                      | 4 aprile 2025     |
| 139 | Trump e i dazi: caos o strategia?                   | Lucio Caracciolo, Massimo Giannini, Giorgia Pacione, Andrea Scanzi                          | 7 aprile 2025     |
| 140 | Meloni, mano tesa a Trump e critiche all'Europa     | Annalisa Cuzzocrea, Franco Bernabé, Sebastiano Barisoni                                     | 8 aprile 2025     |
| 141 | Trump: "Baciatemi il c...", ma poi frena sui dazi   | Silvia Sciorilli Borrelli, Marco Travaglio, Alessandro De Angelis                           | 9 aprile 2025     |
| 142 | Trump: "Va tutto bene", ma chi ci crede?            | Lina Palmerini, Luca Josi, Gad Lerner, Italo Bocchino                                       | 10 aprile 2025    |
| 143 | Donald Trump, il narcisista patologico              | Claudia Spadazzi, Annalisa Terranova, Gianrico Carofiglio, Beppe Severgnini                 | 11 aprile 2025    |
| 144 | Trump: "Dio, famiglia, amore e dazi"                | Mirella Serri, Massimo Giannini, Brunella Bolloli, Lucio Caracciolo                         | 14 aprile 2025    |
| 145 | Meloni, la Casa Bianca e le mani avanti             | Rosi Braidotti, Marco Travaglio, Alessandro De Angelis                                      | 15 aprile 2025    |
| 146 | Meloni da Trump: l'ora della verità                 | Silvia Sciorilli Borrelli, Massimiliano Fuksas, Pino Corrias, Italo Bocchino                | 16 aprile 2025    |
| 147 | Trump-Meloni amici speciali: a chi giova?           | Mario Monti, Beppe Severgnini, Lina Palmerini, Luca Guadagnino                              | 17 aprile 2025    |
| 148 | Il favoloso mondo di Giorgia e Donald               | Mariarosaria Taddeo, Paolo Mieli, Fabrizio Tatarella, Andrea Scanzi                         | 18 aprile 2025    |
| 149 | È morto Papa Francesco: e adesso?                   | Corrado Augias, Lucio Caracciolo, Luca Josi, Linda Pocher, Lucia Capuzzi, Marco Politi      | 21 aprile 2025    |
| 150 | L'omaggio a Papa Francesco, tra lutto e ipocrisia   | Martin Wolf, Marco Travaglio, Andrea Riccardi, Mariolina Sattanino                          | 22 aprile 2025    |
| 151 | Le mani della politica su Papa Francesco            | Massimo Cacciari, Michela Ponzani, Marco Politi                                             | 23 aprile 2025    |
| 152 | Un papa scomodo come il 25 aprile                   | Lina Palmerini, Gad Lerner, Gianrico Carofiglio, Alessandro Sallusti                        | 24 aprile 2025    |
| 153 | "È sempre tempo di resistenza"                      | Anna Foa, Giordano Bruno Guerri, Luca Josi, Massimo Giannini                                | 25 aprile 2025    |
| 154 | Spagna al buio e leader in cerca di riflettori      | Pier Luigi Bersani, Annalisa Terranova, Emiliano Fittipaldi, Ángela Rodicio                 | 28 aprile 2025    |
| 155 | "Vi racconto chi è davvero Donald Trump"            | John Bolton, Massimo Giannini, Lucio Caracciolo, Brunella Bolloli                           | 29 aprile 2025    |
| 156 | Bugie e flop: i giorni delle destre reazionarie     | Nadia Urbinati, Mauro Mazza, Andrea Scanzi, Paolo Mieli                                     | 30 aprile 2025    |
| 157 | Giorgia Meloni fra record e propaganda              | Linda Laura Sabbadini, Marco Travaglio, Sebastiano Barisoni, Italo Bocchino                 | 1º maggio 2025    |
| 158 | Meloni fra trumpismo e autoelogi                    | Simona Ruffino, Alessandro De Angelis, Beppe Severgnini, Tomaso Montanari                   | 2 maggio 2025     |
| 159 | Da Trump all'AFD, assalto alla democrazia           | Monica Guerzoni, Mauro Mazza, Corrado Formigli, Massimo Giannini                            | 5 maggio 2025     |
| 160 | Ranucci e i segreti della destra al potere          | Sigfrido Ranucci, Pino Corrias, Italo Bocchino                                              | 6 maggio 2025     |
| 161 | Conclave, suspense prima fumata                     | Matteo Renzi, Annalisa Terranova, Lucio Caracciolo, Marco Politi                            | 7 maggio 2025     |
| 162 | Leone XIV: chi è il primo papa americano?           | Ángela Rodicio, Roberto Saviano, Marco Politi, Marco Travaglio                              | 8 maggio 2025     |
| 163 | "Marxista e globalista": trumpiani contro Leone XIV | Maria Bianco, Corrado Augias, Luca Josi, Marco Politi                                       | 9 maggio 2025     |
| 164 | Ucraina, Europa e Trump: Meloni irrilevante?        | Chiara Francini, Lucio Caracciolo, Mauro Mazza, Andrea Scanzi                               | 12 maggio 2025    |
| 165 | Cultura, il ministro Giuli attacca Cacciari         | Annalisa Cuzzocrea, Anna Momigliano, Massimo Cacciari, Alessandro Masala                    | 13 maggio 2025    |
| 166 | Opposizioni all'attacco, Meloni in difficoltà       | Fiorenza Sarzanini, Massimo Giannini, Italo Bocchino                                        | 14 maggio 2025    |
| 167 | Trump, Putin e Zelensky: quando la svolta?          | Silvia Sciorilli Borrelli, Marco Travaglio, Paolo Mieli, Lucio Caracciolo                   | 15 maggio 2025    |
| 168 | Giorgia Meloni fuori dai tavoli che contano         | Lina Palmerini, Carlo Ratti, Gad Lerner, Beppe Severgnini                                   | 16 maggio 2025    |
| 169 | Trump-Putin, prove di pace?                         | Annalisa Terranova, Federico Marchetti, Corrado Formigli, Marco Politi                      | 19 maggio 2025    |
| 170 | Guerra, chi si fida di Trump e Putin?               | Lina Palmerini, Franco Bernabè, Marco Travaglio                                             | 20 maggio 2025    |
| 171 | Gaza: l'Europa reagisce, la Meloni no               | Anna Foa, Pier Luigi Bersani, Paolo Mieli                                                   | 21 maggio 2025    |
| 172 | Da Gaza a Washington, chi semina l'antisemitismo    | Rosi Braidotti, Andrea Scanzi, Mariolina Sattanino, Italo Bocchino                          | 22 maggio 2025    |
| 173 | Fratelli d'Italia e Saviano nel mirino              | Rosy Bindi, Massimo Giannini, Roberto Saviano                                               | 23 maggio 2025    |
| 174 | Vince il centro-sinistra, avviso a Meloni           | Silvia Salis, Giovanna Vitale, Lucio Caracciolo, Mauro Mazza, Stefano Massini               | 26 maggio 2025    |
| 175 | Schlein: "Meloni deve cominciare a preoccuparsi"    | Silvia Sciorilli Borrelli, Tomaso Montanari, Paolo Mieli                                    | 27 maggio 2025    |
| 176 | Morire a 14 anni per femminicidio                   | Annalisa Cuzzocrea, Cathy La Torre, Massimo Cacciari, Beppe Severgnini                      | 28 maggio 2025    |
| 177 | Trump, i dazi e le guerre: la politica del caos     | Ángela Rodicio, Marco Travaglio, Federico Fubini                                            | 29 maggio 2025    |
| 178 | La Meloni "disarmata" e la destra in difesa         | Brunella Bolloli, Massimo Giannini, Massimo Gramellini, Riccardo Magi                       | 30 maggio 2025    |
| 179 | Meloni si astiene ma non lo dice                    | Annalisa Terranova, Lina Palmerini, Luca Josi, Tomaso Montanari                             | 2 giugno 2025     |
| 180 | Giorgia Meloni l'equilibrista                       | Corrado Augias, Giovanni di Lorenzo, Marco Travaglio                                        | 3 giugno 2025     |
| 181 | Trump annuncia la vendetta di Putin                 | Anne Applebaum, Beppe Severgnini, Lucio Caracciolo, Francesco Cancellato                    | 4 giugno 2025     |
| 182 | Meloni, è tutta colpa della sinistra                | Concita De Gregorio, Italo Bocchino, Massimo Giannini, Andrea Scanzi                        | 5 giugno 2025     |
| 183 | Trump-Musk, duello all'ultimo sangue                | Silvia Sciorilli Borrelli, Gad Lerner, Lucio Caracciolo                                     | 6 giugno 2025     |
| 184 | Referendum, sicurezza e spioni: parla Piantedosi    | Matteo Piantedosi, Massimo Giannini                                                         | 9 giugno 2025     |
| 185 | Meloni beffarda, Trump incendiario                  | Franco Bernabè, Stefano Feltri, Marco Travaglio                                             | 10 giugno 2025    |
| 186 | Trump, prove tecniche per lo stato di polizia       | Michela Ponzani, Giovanni Floris, Pino Corrias, Federico Leone                              | 11 giugno 2025    |
| 187 | Meloni: Berlusconi sarebbe fiero di noi             | Mariolina Sattanino, Annalisa Terranova, Giuliano Guida Bardi, Gad Lerner                   | 12 giugno 2025    |
| 188 | L'Iran contrattacca, missili su Israele             | Giovanna Botteri, Lucio Caracciolo, Anna Momigliano, Farian Sabahi, Pooya Mirzaei           | 13 giugno 2025    |
| 189 | Netanyahu senza limiti e l'occidente diviso         | Lina Palmerini, Mario Monti, Lucio Caracciolo, Tomaso Montanari                             | 16 giugno 2025    |
| 190 | Israele-Iran: l'America entra in guerra?            | Lucio Caracciolo, Massimo Cacciari, Marco Travaglio                                         | 17 giugno 2025    |
| 191 | Guerra, Trump e Italia: parla D'Alema               | Massimo D'Alema                                                                             | 18 giugno 2025    |
| 192 | Le giravolte di Trump e la Meloni al seguito        | Rosi Braidotti, Italo Bocchino, Massimo Giannini, Nathalie Tocci                            | 19 giugno 2025    |
| 193 | Giornalisti spiati: perché il governo non spiega?   | Matteo Renzi, Lina Palmerini, Gad Lerner                                                    | 20 giugno 2025    |
| 194 | Il nuovo caos mondiale di Trump e Netanyahu         | Anne Applebaum, Marco Travaglio, Lucio Caracciolo, Massimo Giannini, Shirin Ebadi           | 23 giugno 2025    |
| 195 | Donald Trump l'instabile, e noi?                    | Massimo Cacciari, Giovanni di Lorenzo, Gad Lerner, Mariolina Sattanino                      | 24 giugno 2025    |
| 196 | Sì al super riarmo, come vuole Trump                | Nathalie Tocci, Franco Bernabè, Marco Travaglio                                             | 25 giugno 2025    |
| 197 | Meloni, Bezos e l'Italia in vendita                 | Silvia Salis, Beppe Severgnini, Andrea Scanzi, Emiliano Fittipaldi                          | 26 giugno 2025    |
| 198 | Trump, la legge dei bulli: e Meloni?                | Pier Luigi Bersani, Lina Palmerini, Luca Josi, Cathy La Torre                               | 27 giugno 2025    |